# 몰도바 항공
몰도바 항공(영어: Air Moldova)은 몰도바의 항공사로 허브 공항은 키시너우의 키시너우 국제공항이 있다.

## 역사
1944년 9월 19일 키시너우에 도착한 Po-2 수송기와 몰도바 독립 공병대(영어: Moldovan Independent Squadron)에서 시작됐다. 1970년대 몰도바의 주요 항로에 제트여객기가 운항을 시작했다. 1980년대 몰도바 항공은 소련의 73개 도시에 매년 100만 명의 탑승자를 실어 날랐다. 1990년 키시너우와 프랑크푸르트암마인을 연결하는 최초의 국제 노선이 개설되었다. 1993년 구 소련의 국영 항공사였던 아에로플로트의 한 부서로 설립되었다. 설립 초기부터 고급 항공사에 요구되는 현대적인 기준 및 조건들을 충족시킴으로써 국제 항공사로 발돋움할 수 있었다. 1999년 관리팀 개선 프로그램을 실행하였다. 2004년 국제 항공 운송 협회(영어: International Air Transport Association, IATA)의 회원이 되었으며, 항공운송표준평가제(영어: IATA Operation Safety Audit)를 통과하여 IOSA운항 증명을 받았다. 2008년 10월 회사가 민영화 되면서 현재에 이르고 있다. 2012년 현재 유럽 17개 도시에 취항하고 있다.

## 운항 노선
- 2012년 8월 기준으로 몰도바 항공은 다음과 같은 노선을 운항하고 있다.

### 코드쉐어 협정
- 몰도바 항공은 다음과 같은 항공사와 코드쉐어 협정을 체결하고 있다.

| - 오스트리아 항공 (스타 얼라이언스) - 메디니아 플라이 - TAROM (스카이팀) - 유테이르 항공 |

## 보유 기종
- 2019년 6월 기준으로 몰도바 항공은 다음과 같은 기종을 보유하고 있다.[1]

## 사진

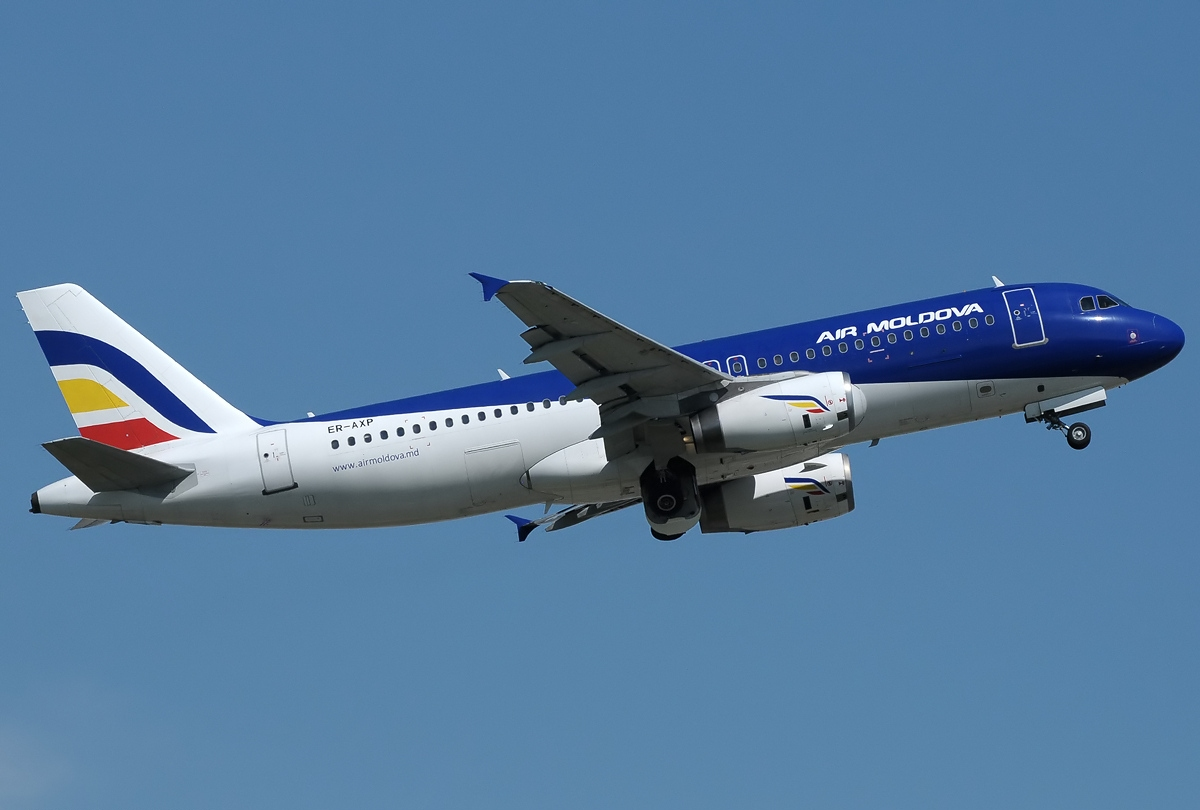
몰도바 항공의 에어버스 A320-200
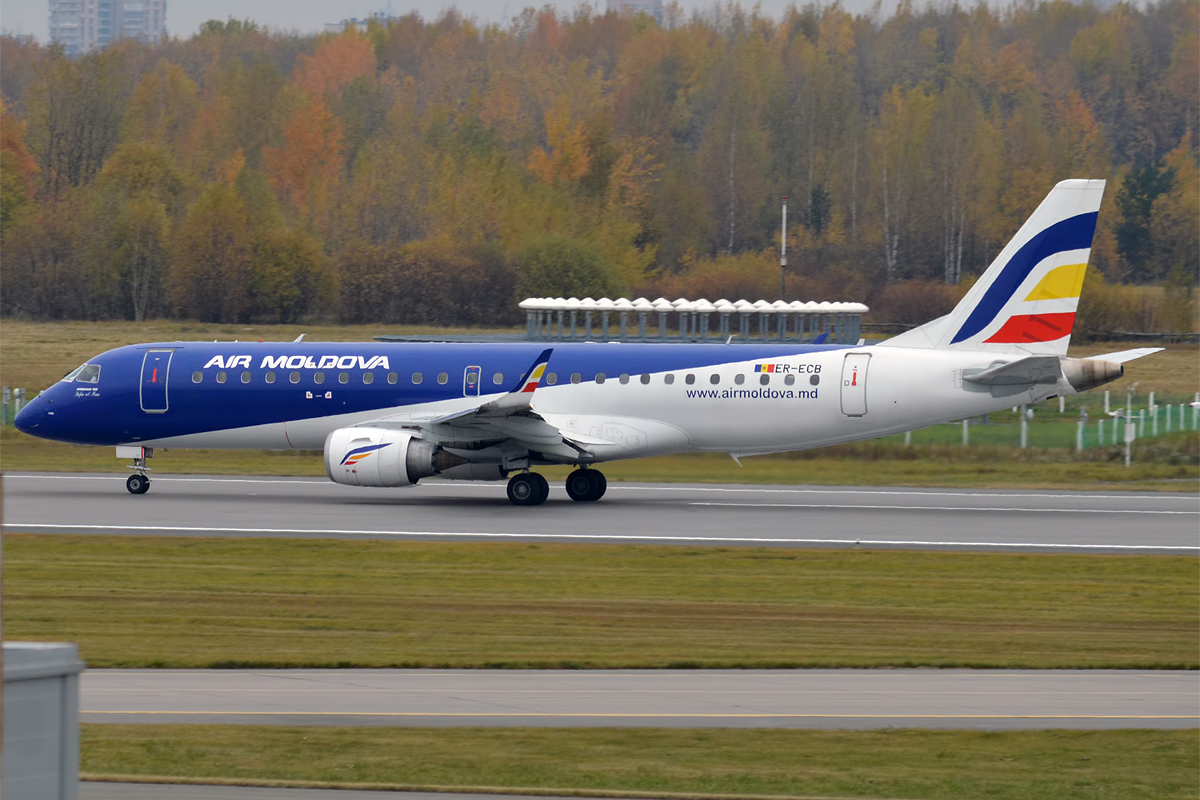
몰도바 항공의 엠브라에르 E-190
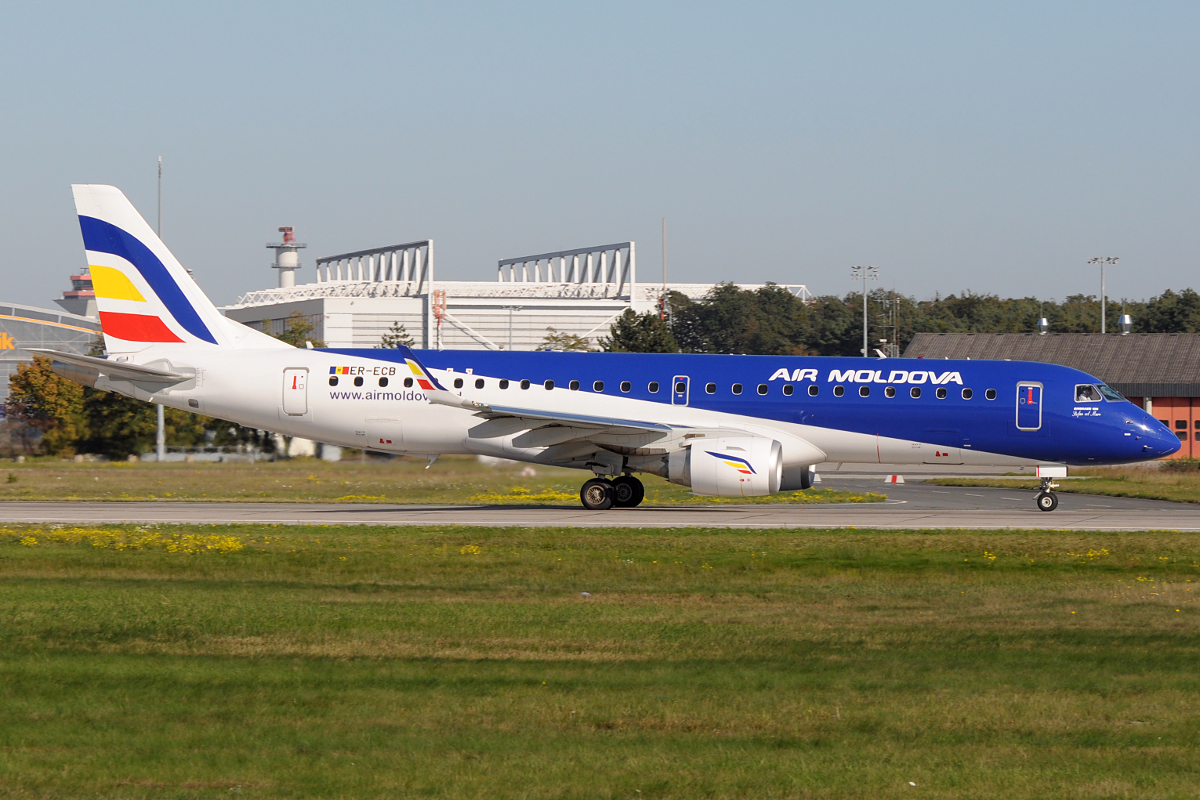
몰도바 항공의 엠브라에르 E-190